# Adriano Ferreira Pinto
Adriano Ferreira Pinto, auch als Ferreira Pinto bekannt (* 10. Dezember 1979 in Quinta do Sol) ist ein  brasilianisch-italienischer Fußballspieler.

## Leben
Adriano wuchs in sehr ärmlichen Verhältnissen auf. Er verlor seinen Vater im Alter von 15 Jahren. Im Alter von 18 Jahren verdiente er Geld für die Familie durch den Verkauf von Tomaten und arbeitete als Maurer. Am 17. Juni 2009 heiratete er die Italienerin Marianna. Im April 2010 wurde er Vater.

## Karriere als Fußballspieler
Obwohl er keine Fußballschule besuchte, sprach er beim Verein União São João EC vor, welcher ihm unter Vertrag nahm. Nach drei Jahren wechselte er zum italienischen Verein ASD Lanciano Calcio 1920. In der Saison 2004/05 stand er bei der AC Perugia Calcio unter Vertrag. Danach wechselte er für eine Saison zur AC Cesena. Ab 2006 lief er für Atalanta Bergamo auf dem Platz. Nach sechs Jahren wechselte er 2012 zum Verein Varese Calcio SSD. 2014 stand er beim italienischen Verein US Lecce und beim brasilianischen Verein Santa Rita unter Vertrag. Seit 2014 steht er beim italienischen Verein AC Ponte San Pietro unter Vertrag.